# James MacDonough
James MacDonough (Jacksonville, 3 aprile 1970) è un bassista statunitense noto per essere stato membro degli Iced Earth, dei Nevermore e dei Megadeth.

## Biografia
MacDonough è stato membro degli Iced Earth dal 1996 al 2000 e dal 2001 al 2004; con questa band ha pubblicato 3 album, un EP, un album live e un singolo. Verso la fine del 2004 entrò nei Megadeth. James rimase membro di questa band per quasi due anni, partecipando anche al primo Gigantour, tour ideato da Dave Mustaine.